# Јаков Павлов
Јаков Федотович Павлов (рус. Яков Федотович Павлов; 4/17. октобар 1917 — Новгород, 28. септембар 1981) је био руски војник за време Стаљинградске битке, Херој Совјетског Савеза (27. јун 1945). Члан КПСС од 1944.
Павлов је ступио у Црвену армију 1938. За време Великог отаџбинског рата учествовао је у више битака на Југозападном фронту, Стаљинградском фронту, 3. украјинском фронту и 2. белоруском фронту. Павлов је командовао митраљеском јединицом и извиђачком јединицом и имао је чин вишег поручника. За време Стаљинградске битке, Павловљев вод је освојио од непријатеља, Немаца, четвороспратну стамбену зграду у ноћи 27. септембра 1942. и бранио је док град није ослобеђен од Немаца. Ова кућа је у историју ушла као Павловљева кућа, коју су Немци жестоко нападали, али нису могли да избаце совјетске браниоце.
Павлов је добио Орден Лењина, Орден Октобарске револуције, два Ордена Црвене звезде и више медаља.